# Маслин, Владимир Петрович
Влади́мир Петро́вич Ма́слин (17 мая 1931, Новиково, Центрально-Чернозёмная область — 19 февраля 2007, Москва) — советский хозяйственный, государственный и политический деятель.

## Биография
Родился 17 мая 1931 года в селе Новиково. Член КПСС.
С 1952 года — на хозяйственной, общественной и политической работе. С 1952 по 2007 год — секретарь Харьковского обкома комсомола, секретарь, второй секретарь ЦК комсомола Эстонии, ответственный организатор ЦК ВЛКСМ, ответственный работник ЦК КПСС, заместитель председателя правления Всесоюзного общества «Знание», первый заместитель председателя Советского фонда мира.
Избирался народным депутатом СССР от Советского фонда мира совместно с 8 советскими комитетами, выступающими за мир, солидарность и международное сотрудничество. Член Комитета Верховного Совета СССР по международным делам.
Умер 19 февраля 2007 года в Москве. Похоронен в Москве в колумбарии Донского кладбища (колумбарий 18, зал 17).

## Награды
- Лауреат премии и золотой медали им. С. И. Вавилова